# هنری فیتزکلارنس
هنری فیتزکلارنس (انگلیسی: Henry FitzClarence; ۲۷ مارس ۱۷۹۵ – سپتامبر ۱۸۱۷) دومین فرزند نامشروع ویلیام چهارم از معشوقه‌اش دوروتی جردن بود. وی هیچ‌گاه ازدواج نکرد و در سال ۱۸۱۷ در سن ۲۲ سالگی درگذشت.